# 357. strelska divizija (ZSSR)
357. strelska divizija (izvirno rusko 357. стрелковая дивизия; kratica 357. SD) je bila strelska divizija Rdeče armade v času druge svetovne vojne.

## Zgodovina
Divizija je bila ustanovljena oktobra 1941 v Sarapulu.